# Hjärt-lungmaskin

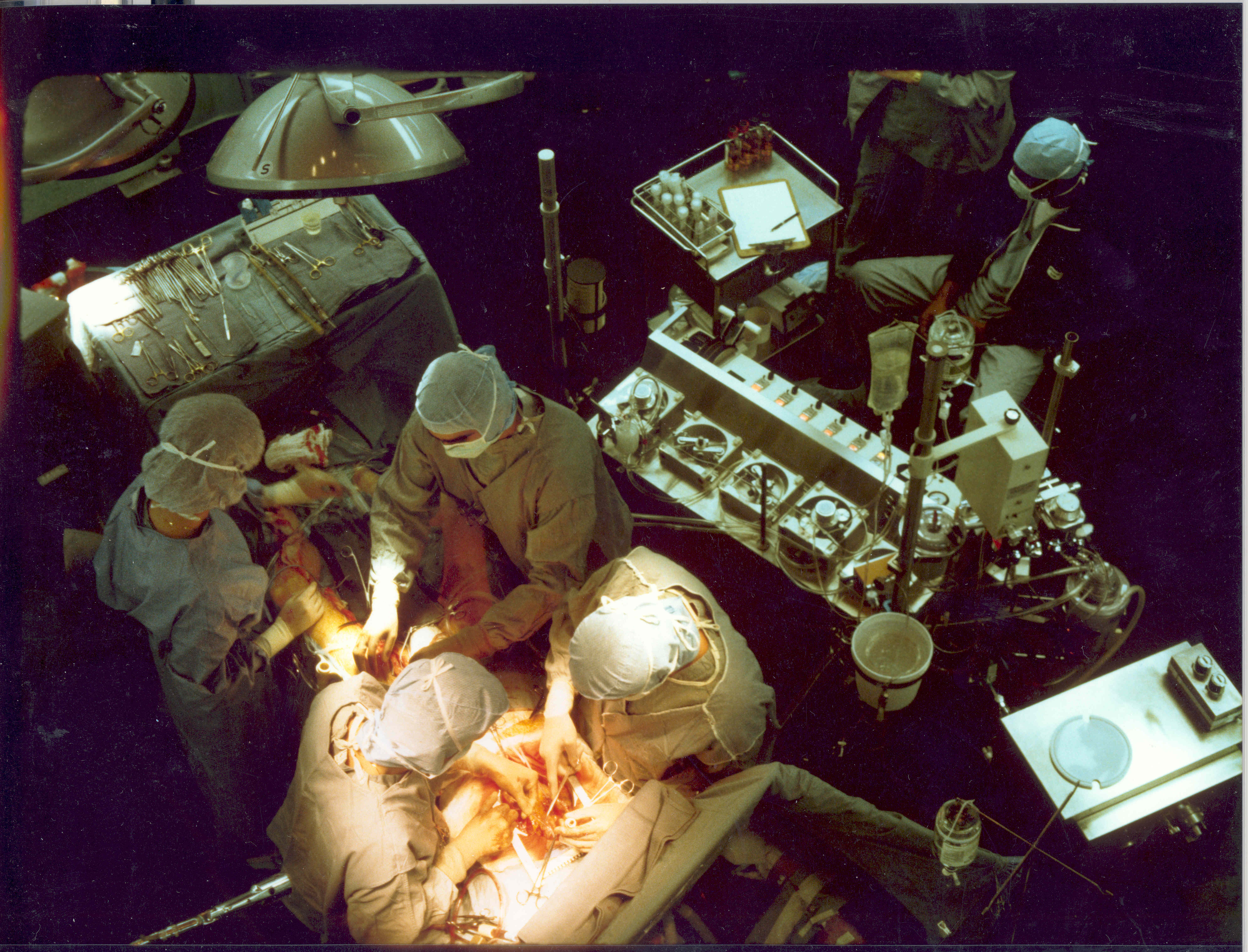
En hjärt-lungmaskin (överst till höger) i en bypass-operation.

En hjärt-lungmaskin är en maskin som temporärt tar över hjärtats och lungornas funktion.
Hjärt- och lungmaskiner används ofta vid hjärtoperationer, då det är svårt, ibland omöjligt, att arbeta med ett hjärta som slår. Den som sköter maskinen kallas perfusionist.

## Hjärt-lungmaskinens delar
Hjärt-lungmaskinen består av flera delar:
- Oxygenatorer som tillför syre, och eventuellt anestesigaser, samt vädrar ut koldioxid.
- Värmeväxlare som används för att minska metabolismen och därigenom öka säkerheten vid till exempel maskintekniska problem eller vid dåligt venåterflöde.
- Venreservoar som är placerad mellan venslangen och artärpumpen fungerar som en buffertreservoar mellan ett varierande venåterflöde och ett relativt konstant pumpflöde.
- Kardiotomireservoar för att filtrera bort till exempel gamla koagler, fett och kanske benfragment.
- Hemofilter för att reducera blodvolymen i maskinen och för att höja hematokriten. Vid njursvikt kan till exempel kalium och slaggprodukter filtreras bort.
- Mekaniska komponenter såsom pumpar, venklämma, kanyler
- Övervakningssystem med ett flertal larm och monitorer

## Läkemedel och vätskor som tillförs
Läkemedel och vätskor som tillförs under användning av hjärt-lungmaskin
- Kardioplegi är en kaliumhaltig, oftast kall, lösning som ges in i hjärtats kranskärl när aorta är avstängd. Ökningen av extracellulärt kalium förhindrar depolarisation och hjärtat stannar, oftast i diastole.
- Före start av hjärt-lungmaskinen måste systemet avluftas. Då fylls slangkretsen, oftast, med klar saltlösning. Vid maskinstart blandas patientens blodvolym med saltlösningen.
- Vid behov ges blodprodukter som plasma och erytrocyter.
- Anestesigas ges i oxygenatorn eftersom lungorna är avstängda.
- Heparin ges för att förhindra att blodet skall koagulera i systemet.

## Viktiga parametrar att kontrollera
- Blodflöde. Behovet av blodflöde varierar mycket beroende på bland annat ålder, kön, muskelmassa, anestesidjup, hematokrit och temperatur. Till vuxna beräknas flödet schablonmässigt till 2,4 * kroppsyta, i m²/minut. Flödet kan i viss mån verifieras med mätning av venöst syrgasinnehåll.
- Blodgaser. Ambitionen är att även i hjärt-lungmaskinen försöka skapa så fysiologiska förhållanden som möjligt. Men de metaboliska förhållandena i kroppen förändras under extrakorporeal cirkulation (ECC av engelskans extracorporeal circulation, utomkroppslig blodcirkulation såsom vid hjärt-lungmaskin), mycket beroende på hypotermi.
- Antikoagulation. När blod kommer i kontakt med främmande ytor startar ett antal kaskadreaktioner, som: koagulationskaskaden, komplementsystemet, fibrinolytiska systemet och kinin-kallikreinsystemet. Påtagligast och mest konkret är koagulationskaskaden. Därför måste antikoagulationsbehandling ges i samband med ECC.

## Tillbud och incidenter vid ECC
Kvalitet och säkerhet är viktigt och prioriteras högt av såväl perfusionister som industri. Både hjärt-lungmaskiner och engångsmaterial håller en mycket hög prestanda. Perfusionistutbildning och auktorisation och certifiering av perfusionister har bidragit till god kompetens i perfusionistkåren. Men trots detta kan tillbud och incidenter uppstå. Exempel på sådana tillbud är:
- Luftembolisering
- Accidentell dekanylering
- Luftblock i venslangen
- Koagulation i systemet
- Köldantikroppar
- Koagulation vid accidentell hypertermi
- Hypoperfusion
- Blodläckage
- Vattenkontamination från värmeväxlaren.